# 石川県道232号若部千里浜インター線
石川県道232号若部千里浜インター線（いしかわけんどう232ごう わかべちりはまインターせん）とは、石川県羽咋市内を通る一般県道（石川県道）である。

## 路線概要
- 起点：石川県羽咋市本江町リ3番8地先（＝本江町交差点、国道159号交点）
- 終点：羽咋市千里浜町タ1番26地先（＝千里浜IC、のと里山海道交点）

起点より西へ進む。羽咋市堀替新町で邑知潟に注ぐ飯山川を堀替大橋で跨ぎ、川沿いに南下。同市尾長町からは再び西進し、JR七尾線を的場跨線橋（2009年11月14日開通）で横断し、羽咋市中心部に入る。JR七尾線羽咋駅前を経て、同市川原町交差点に至る。その後同市中央町南交差点で国道249号（国道471号起点、石川県道2号七尾羽咋線終点）と合流して南下し、同市兵庫町交差点において西方へ向きを変え、終点であるのと里山海道千里浜ICに至る。
2010年（平成22年）10月29日に区域の変更を伴う路線名の変更が告示され、路線名を現路線名に変更した。石川県道における路線名の変更は、1994年（平成6年）4月1日に現在の石川県道58号鶴来美川インター線が「道法寺源兵衛島美川線」から変更して以来、16年6か月ぶりである。

## 歴史
- 1960年（昭和35年）10月15日：「若部川原線」として路線認定。
- 2010年（平成22年）10月29日：当県道の区間が能登有料道路（当時）千里浜ICまで延び、同日現路線名に変更。

## 接続道路
- 羽咋広域農道（羽咋市上江町・上江町交差点）
- 石川県道293号羽咋巌門自転車道線（羽咋市的場町）
- 国道249号（国道471号起点、石川県道2号七尾羽咋線終点）（羽咋市中央町・中央町南交差点）
- 国道249号、国道415号（羽咋市兵庫町・兵庫町交差点）
- のと里山海道千里浜IC（羽咋市千里浜町：終点）

なお、千里浜ICからすぐ西方で千里浜海岸に至り、千里浜なぎさドライブウェイと結ばれている。

## 周辺
- 羽咋市立瑞穂小学校
- 公立羽咋病院
- JR七尾線 羽咋駅
- 羽咋市役所
- 羽咋警察署
- 羽咋消防署
- 羽咋市立羽咋中学校
- 北鉄能登バス 羽咋営業所